# Кук, Холли (певица)
Холли Кук (англ. Hollie Cook; род. 1987, Лондон, Англия) — британская певица и клавишница. Родилась в музыкальной семье. Участвовала в позднем составе женской панк-регги-группы The Slits. С 2010 года занимается сольной карьерой, сотрудничая с продюсером Принцем Фэтти. В 2011 году выпустила дебютный одноимённый студийный альбом Hollie Cook. Свой стиль музыки она определяет как «тропический поп» и испытывает влияние таких регги-певиц, как Джанет Кей и Филлис Диллон, а также различных гёрл-групп 1960-х годов.

## Биография
Является дочерью барабанщика Sex Pistols Пола Кука. Её мать Дженни была бэк-вокалисткой Culture Club. Крёстным отцом певицы является Бой Джордж.
В середине 2000-х годов Холли присоединилась к реформированному составу группы The Slits и записала вместе с ней мини-альбом Revenge of the Killer Slits (2006). Позже сотрудничала с Иэном Брауном и Джейми Ти, а также записала свой одноимённый дебютный альбом, выпуск которого состоялся в 2011 году. Продюсером альбома выступил Майк «Принц Фэтти» Пеланкони, а в качестве приглашённых гостей отметились Джордж Деккер из The Pioneers и Дэннис Боуэлл. В своём обзоре BBC охарактеризовал релиз как «самый приятный регги-альбом 2011 года». А газета De Telegraaf в своём обзоре дала оценку альбому в четыре звезды. В дальнейшем она продолжила записывать свои сессии на BBC и появилась в телепередаче «Позже...с Джуллсом Холландом».
В 2012 году выступала на разогреве у группы The Stone Roses во время их реюнион-шоу. В мае того же года вышла даб-версия дебютного альбома певицы.
Также она перепела песню Эми Уайнхаус из альбома Back To Black — «You Know I’m No Good».
В мае 2014 года на PledgeMusic был выложен второй альбом певицы Twice. В конце января 2018 года вышел третий студийный альбом Vessel of Love.
Свой стиль музыки Холли определяет как «тропический поп».

## Дискография

### Альбомы
- Hollie Cook (2011)
- Twice[англ.] (2014)
- Vessel of Love[англ.] (2018)
- Happy Hour (2022)

### Даб-альбомы
- Prince Fatty Presents Hollie Cook in Dub (2012), Mr. Bongo (даб-версия от Холли Кук)

### Синглы
- «Body Beat»
- «Walking in the Sand»
- «That Very Night»
- «For Me You Are» — Принц Фэтти и Холли Кук
- «Tiger Balm»
- «Survive»
- «Sweet like Chocolate»